# Holme East Waver
Pour les articles homonymes, voir Holme.
Holme East Waver est une paroisse civile de Cumbria, située dans le nord-ouest de l'Angleterre. 